# یودیت باواریایی
یودیت (به آلمانی: Judith) که به یودیت باواریایی نیز معروف است (زادهٔ ۸۰۵ – درگذشتهٔ ۱۹ آوریل ۸۴۳) دومین همسر لویی پارسا و به‌واسطهٔ ازدواجش با او ملکهٔ فرانک‌ها و امپراتریس امپراتوری مقدس روم از ۸۱۹ تا ۸۴۰ بود.

## زندگی‌نامه
یودیت دختر ولف، کُنت آلتدورف و رافنزبورگ و هدویگ، بانوی نجیب‌زاده‌ای ساکسونی و دوشس باواریا بود. او در فوریهٔ ۸۱۹ در آخن با لویی پارسا، پادشاه فرانک‌ها و امپراتور مقدس روم که نخستین همسرش ارمنگارد در ۸۱۸ درگذشته‌بود ازدواج کرد. آن دو صاحب دو فرزند شدند، ژیزل که در ۸۱۹ یا ۸۲۲ زاده‌شد و شارل (بعدتر معروف به شارل کچل) که در ۸۲۳ تولد یافت.
لویی پارسا در سال ۸۱۷ قلمرو خود را بین سه پسر خود از همسر نخستش، لوتار یکم، پپن آکیتن و لوئی ژرمن (که بعدتر با هِما، خواهر یودیت ازدواج کرد) تقسیم کرده بود. اما تولد شارل این موضوع را به چالش کشید زیرا یودیت درصدد بود تا سهمی از قلمرو پادشاهی همسرش نیز به شارل برسد. پادشاه در ۸۲۹ دست به تقسیم دیگری زد که به درگیری پسرانش با او انجامید. شورشیان همچنین با متهم ساختن یودیت به زنا او را در سال ۸۳۰ میلادی در صومعه‌ای در پواتیه زندانی کردند. لوتار یکم در ۸۳۳ موفق به برکناری پدرش از قدرت شد و خود به‌جای او بر تخت نشست. پس از آن یودیت نیز به صومعه‌ای در تورتونای ایتالیا تبعید گردید. اما با بازگشت دوبارهٔ لویی پارسا به قدرت، یودیت نیز در آوریل ۸۳۴ از تبعید بازگشت.
با مرگ لویی پارسا در ۸۴۰، شارل و برادر ناتنیش لویی ژرمن علیه لوتار یکم متحد شده و یودیت در این جنگ داخلی به نفع پسرش وارد عمل شد. در نهایت برادران راضی به صلح با یکدیگر شده و عهدنامه وردون را در اوت ۸۴۳ با یکدیگر به امضا رساندند. شارل کچل سرانجام به پادشاهی فرانک غربی رسید اما یودیت در آوریل ۸۴۳، چند ماه پیش از امضای عهدنامهٔ صلح و پادشاهی پسرش درگذشته بود. آرامگاه او در کلیسای بزرگ سنت مارتن در تور قرار دارد.

## نقش در سیاست
یودیت نخستین فرد از خاندان قدیمی ولف بود که نقشی عمده در قلمرو پادشاهی فرانک‌ها داشت. چه بنا بر اتفاق و چه به‌واسطهٔ نفوذ یودیت، چند سال پس از ازدواج او با لویی پارسا، هم مادرش و هم هر دو برادرانش به مناصبی مهم در پادشاهی گمارده‌شدند و خواهرش هِما، در ۸۲۷ با لویی ژرمن، پسر لویی پارسا از همسر نخستش ازدواج کرد.